# Volker Wiedemer
Volker Wiedemer (* 1970 in Eberbach) ist ein deutscher Professor für Volkswirtschaftslehre. Seit April 2019 ist er Prorektor der Hochschule Magdeburg-Stendal.

## Werdegang
Von 1990 bis 1999 studierte Wiedemer Volkswirtschaftslehre, Physik und interdisziplinäre Umweltwissenschaften an der Universität Heidelberg. Zwischen 1998 und 1999 forschte er am Max-Planck-Institut für Kernphysik in Heidelberg. Im Jahr 2007 promovierte er an der Universität Stuttgart. 2009 war er Referent im Bundesministerium für Bildung und Forschung. Seit 2013 ist Wiedemer Professor für Wirtschaftswissenschaften in Stendal. Als Nachfolger von Wolfgang Patzig wurde er 2019 zum Prorektor für Hochschulsteuerung und -marketing sowie für den Standort Stendal ernannt. Er ist außerdem im Vorstand des Fördervereins für den Campus Stendal.
Wiedemer erhielt 2014 den Lehrpreis der Hochschule Magdeburg-Stendal.

## Wirken
Wiedemer ging im Oktober 2019 mit der Idee, die „Hansestadt Stendal“ mit der Zusatzbezeichnung „Hochschulstadt“ zu versehen, an die Stadt heran. Seit Wiedemers Ernennung zum Prorektor hat sich der Campus Stendal stark weiterentwickelt. Seit dem 10. Juni 2022 halten Züge der S1 (Schönebeck–Magdeburg–Stendal–Osterburg–Wittenberge) der S-Bahn Mittelelbe am neu gebauten Haltepunkt „Stendal Hochschule“.